# ملوية برانتية
ملوية برانتية (بالإنجليزية: Helicobacter brantae)‏ هي نوع من البكتيريا، سلبية الغرام، تتبع الملوية.